# 五十岚喜芳
五十嵐喜芳（1928年9月8日—2011年9月23日）是日本兵庫縣出身的歌唱家。

## 人物簡介
- 東京藝術大學畢業，於1955年參加「NHK每日音樂比賽」（現日本音樂比賽）并獲聲樂部門冠軍。之後拜中川牧三、四谷文子為師。並憑藉1963年的《茶花女》榮獲「每日艺术奖」。[來源請求]
- 1979年參加《彗星公主》公演。
- 1999年至2003年間擔任新國立劇場歌劇藝術總監。
- 2000年起任昭和音樂大學與其附屬短期大學校長。
- 2009年6月17日，擔任德國Neue Stimmen（新聲）國際聲樂大賽的評審。